# Barra Head Island
Barra Head Island (Berneray) är en ö i Storbritannien.   Den ligger i kommunen Yttre Hebriderna och riksdelen Skottland, i den nordvästra delen av landet, 700 km nordväst om huvudstaden London. Arean är 2,4 kvadratkilometer.
Terrängen på Barra Head Island är platt. Öns högsta punkt är 211 meter över havet. Den sträcker sig 1,5 kilometer i nord-sydlig riktning, och 3,0 kilometer i öst-västlig riktning.